# 蘭恰諾維圖斯足球俱樂部
蘭恰諾維圖斯足球俱樂部（Società Sportiva Virtus Lanciano 1924）是意大利的一家足球俱樂部，主場位於蘭恰諾。

## 外部連結
- （意大利文） Official site（页面存档备份，存于）